# Karl Heinrich Kaufhold
Karl Heinrich Kaufhold (* 29. August 1932 in Hildesheim; † 16. Juli 2020) war ein deutscher Historiker.

## Leben
Karl Heinrich Kaufhold wurde als ältester Sohn eines Hildesheimer Kunstschmiedes geboren, machte am 27. Februar 1951 sein Abitur und arbeitete anschließend in der Personalverwaltung der Stadt Hildesheim. Am 20. Oktober 1960 wurde er zum Stadtoberinspektor ernannt. 1958 heiratete er. Von 1960 bis 1964 studierte er Volkswirtschaft an der Technischen Hochschule Hannover und von 1964 bis 1965 an der Georg-August-Universität Göttingen. 1965 legte er sein Examen als Diplom-Volkswirt ab. Anschließend wurde er wissenschaftlicher Assistent von Wilhelm Abel. Kaufhold wurde 1968 in Göttingen zum Dr. rer. pol. promoviert und habilitierte sich dort am 2. Juli 1973. Im Wintersemester 1973/74 vertrat er den Lehrstuhl von Wilhelm Abel. Von 1974 bis zu seiner Emeritierung 1999 war er ordentlicher Professor und Direktor des Instituts für Wirtschafts- und Sozialgeschichte der Georg-August-Universität Göttingen.
Kaufhold hat sich in zahlreichen Publikationen mit der Wirtschafts- und Sozialgeschichte vor allem des norddeutschen Raums, der Handwerks- und Gewerbegeschichte beschäftigt. Er war ab 1990 Mitherausgeber der Vierteljahrschrift für Sozial- und Wirtschaftsgeschichte.

## Schriften
Monografien
- Das Handwerk der Stadt Hildesheim im 18. Jahrhundert. Eine wirtschaftsgeschichtliche Studie (= Göttinger handwerkswirtschaftliche Studien. Bd. 13, ZDB-ID 257690-9). Schwartz, Göttingen 1968, 2., überarbeitete Auflage. (= Göttinger Beiträge zur Wirtschafts- und Sozialgeschichte. Bd. 5). ebenda 1980, ISBN 3-509-01066-3.
- Das Metallgewerbe der Grafschaft Mark im 18. und frühen 19. Jahrhundert (= Vortragsreihe der Gesellschaft für Westfälische Wirtschaftsgeschichte. Bd. 20, ZDB-ID 741661-1). Gesellschaft für Westfälische Wirtschaftsgeschichte, Dortmund 1976.
- Das Gewerbe in Preußen um 1800 (= Göttinger Beiträge zur Wirtschafts- und Sozialgeschichte. Bd. 2). Schwartz, Göttingen 1978, ISBN 3-509-01053-1 (Zugleich: Göttingen, Univ., Habil.-Schr.).

Herausgeberschaften
- Bergbau und Hüttenwesen in und am Harz (= Veröffentlichungen der Historischen Kommission für Niedersachsen und Bremen. Bd. 34 = Quellen und Untersuchungen zur Wirtschafts- und Sozialgeschichte Niedersachsens in der Neuzeit. Bd. 14). Hahn, Hannover 1991, ISBN 3-7752-5859-0.
- mit Ekkehard Westermann und Hans-Jürgen Gerhard: Europäische Montanregion Harz (= Montanregion Harz. Bd. 1). Deutsches Bergbau-Museum, Bochum 2001 (= Veröffentlichungen aus dem Deutschen Bergbau-Museum Bochum. Bd. 98), ISBN 3-921533-83-X.
- mit Hans-Jürgen Gerhard: Preise im vor- und frühindustriellen Deutschland. Nahrungsmittel – Getränke – Gewürze – Rohstoffe und Gewerbeprodukte (= Göttinger Beiträge zur Wirtschafts- und Sozialgeschichte. Bd. 19/20). Steiner, Stuttgart 2001, ISBN 3-515-07291-8.
- mit Jörg Leuschner und Claudia Märtl: Die Wirtschafts- und Sozialgeschichte des Braunschweigischen Landes vom Mittelalter bis zur Gegenwart. 3 Bände. Olms, Hildesheim u. a. 2008, ISBN 978-3-487-13599-1.
- mit Uwe Wallbaum: Historische Statistik der preußischen Provinz Ostfriesland (= Quellen zur Geschichte Ostfrieslands. Bd. 16), Verlag Ostfriesische Landschaft, Aurich 1998, ISBN 3-932206-08-8, S. 38 f.